# Eleição municipal de Olinda em 2016
A eleição municipal de Olinda em 2016 elegeu um prefeito, um vice-prefeito e 17 vereadores no município de Olinda, no Estado de Pernambuco, no Brasil.
O primeiro turno das eleições aconteceu no dia 2 de outubro de 2016, e o segundo no dia 30 de outubro de 2016, como em todo o Brasil.
A disputa eleitoral para prefeito envolveu 9 candidatos. Para vereador, se 422 pessoas se candidataram.
A eleição para prefeito foi decidida no segundo turno.  O prefeito eleito foi Professor Lupércio (Solidariedade), com 57.04% dos votos válidos. Seu concorrente, Antônio Campos (PSB) recebeu 42,96% dos votos.

## Antecedentes
Na eleição municipal de 2012, o candidato eleito foi Renildo Calheiros (PCdoB) que recebeu 50,45% dos votos, no primeiro turno. Também concorreram para prefeito os candidatos Izabel Urquiza (PMDB) que recebeu 40,44% dos votos, Armando Sérgio (DEM) com 7,57% dos votos e Ediel Romao (PMN) 1,55%.
No ano de 2012 foram apurados 258.964 votos, sendo 78,30% deles válidos (o equivalente a 202.780 votos), destes, 10,87% foram votos brancos (28.149), 10,83% nulos (28.035).
Neste ano, também ocorreram 48.872 abstenções.

## Perfil do Eleitorado

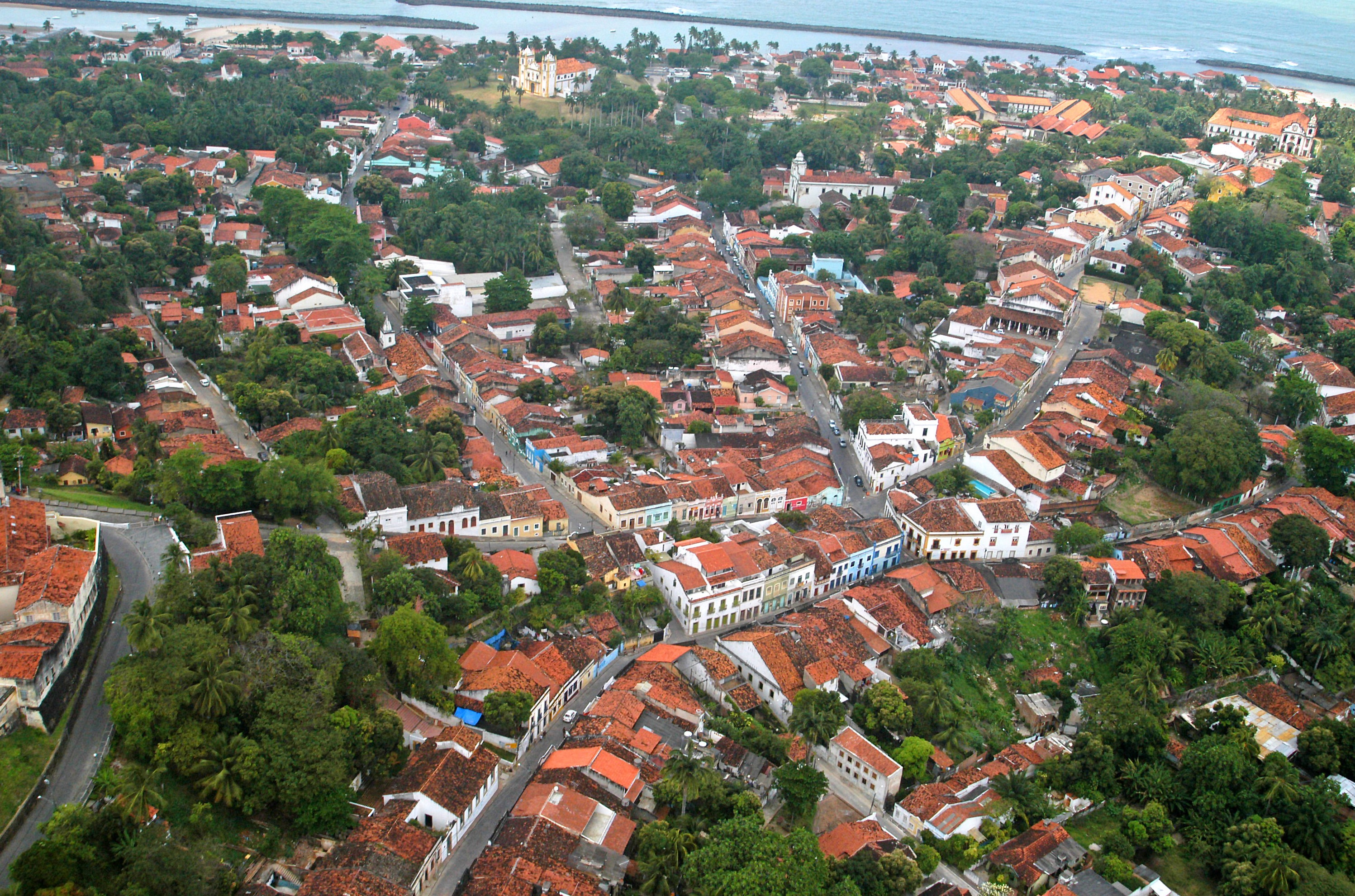
Sítio Histórico de Olinda

Entre as Eleições Municipais de Olinda de 2012 e as Eleições Municipais de Olinda de 2016 o IBGE fez diversas pesquisas sobre a população, que refletem, sobretudo, nas vitórias e derrotas das eleições de 2016.
Em 2014, o Senso do IBGE, declarou, por meio de sua nota relacionada a Trabalho e Rendimento que o Salário Médio Mensal dos trabalhadores formais era de 1,8 salários mínimos, ao mesmo tempo que a porcentagem de população ocupada em relação a população total era de apenas 25,1%, o que corresponde a 97.648 pessoas. O Senso também declarou que 39,7% tinham rendimento mensais equivalentes ou inferiores a meio salário mínimo.
Em 2015, na pesquisa relacionada a Educação, revelou-se o que número de pessoas matriculadas no Ensino Fundamental neste mesmo ano foi de 49.694 alunos. A nota média dos alunos nos anos iniciais de escola pública no IDEB (Índice de Desenvolvimento da Educação Básica) foi média 4, superior a nota dos alunos nos anos finais, que correspondeu a uma média de 3,7. Essa queda de nota, quando comparada aos outros municípios de Pernambuco, coloca Olinda na posição 156 de 185.
Entre 2014 e 2015, quando se trata de Economia, Olinda possuía o PIB per capta de R$ 13700.70, e 64,2% do orçamento era provindo de chamadas fontes externas.
O relatório sobre as questões de Saúde do município foram feitos entre 2014 e 2016 e apontaram uma taxa de mortalidade infantil de 12.07 para cada 1000 nascidos vivos.
Em 2016, a população estimada era de 390.144 pessoas, o número de eleitores aptos a votar foi de 259.335 pessoas, sendo 145.718 mulheres e 113.617 homens.
O Grau de Instrução daqueles que votaram para Prefeito e Vereador de Olinda em 2016 foi de: 15,22% possuíam Ensino Superior Completo, 34,40% Possuíam Ensino Médio Completo, 5,17% possuíam Ensino Fundamental Completo.  3.19% afirmavam que apenas liam e escreviam, e 1,51% do eleitorado se considerava analfabeto.
| Idade | Número de eleitores 2016 |
| 16    | 760                      |
| 17    | 2.420                    |
| 18-20 | 15.988                   |
| 21-24 | 21.966                   |
| 25-34 | 55.210                   |
| 35-44 | 56.844                   |
| 45-59 | 69.880                   |
| 60-69 | 27.319                   |
| 70-79 | 7.762                    |
| + 79  | 1.175                    |

## Candidatos[6]
| Candidato(a)       | N° | Vice            | Partido       | Coligação                                                                        |
| ------------------ | -- | --------------- | ------------- | -------------------------------------------------------------------------------- |
| Antônio Campos     | 40 | Ceça            | PSB           | "MUDA OLINDA": PSB / PHS / PR / PSC / PTC / PPL / REDE / PMB / PSDC / PROS / PEN |
| Professor Lupércio | 77 | Márcio Botelho  | Solidariedade | Sem coligação                                                                    |
| Izabel Urquiza     | 45 | André Siqueira  | PSDB          | "MUDANÇA DE VERDADE": PSDB / PMN / PSL / DEM                                     |
| Luciana Santos     | 65 | Alvaro Ribeiro  | PCdoB         | "OLINDA FRENTE POPULAR": PCdoB / PSD / PP / PRTB / PDT                           |
| Teresa Leitão      | 13 | Gilberto Sobral | PT            | "OLINDA, QUERO AVANÇAR": PT / PTB / PTdoB / PRB / PTN                            |
| Ricardo Costa      | 15 | Tota            | PMDB          | "INOVA OLINDA": PMDB / PRP                                                       |
| João Luiz          | 23 | Lemos           | PPS           | Sem coligação                                                                    |
| Jesualdo           | 50 | Jorginho        | PSOL          | "A SAÍDA É PELA ESQUERDA": PCB / PSOL                                            |
| Guga               | 43 | Thiago          | PV            | Sem coligação                                                                    |

## Pesquisas

### Primeiro turno
A pesquisa eleitoral do primeiro turno foi feita pelo IPESPE (Instituto de Pesquisas Sociais, Políticas e Econômicas), e divulgada pela Rádio CBN Recife no dia 17 de setembro de 2016. E apontou possível segundo turno entre Luciana Santos, que liderou a pesquisa, e Antônio Campos. Também foi feita pesquisa espontânea, onde, ainda sim, os candidatos do PCdoB e PSB liderara.
| PESQUISA ESTIMULADA    |     | PESQUISA ESPONTÂNEA    |     |
| Candidato              | %   | Candidato              | %   |
| ---------------------- | --- | ---------------------- | --- |
| Luciana Santos         | 23% | Luciana Santo          | 18% |
| Antônio Campos         | 16% | Antônio Campos         | 12% |
| Izabel Urquiza         | 15% | Izabel Urquiza         | 11% |
| Professor Lupércio     | 10% | Professor Lupércio     | 7%  |
| Teresa Leitão          | 3%  | Teresa Leitão          | 7%  |
| Ricardo Costa          | 2%  | Jesualdo               | 2%  |
| Jesualdo               | 1%  | Ricardo Costa          | 1%  |
| Brancos e Nulos        | 15% | Brancos e Nulos        | 15% |
| Não souberam responder | 14% | Não Souberam responder | 26% |

*Os candidatos João Luiz e Guga não pontuaram.
**Essa pesquisa foi registrada no Tribunal Superior Eleitoral pelo protocolo PE02259/2016

### Segundo turno
A pesquisa eleitoral do segundo turno, foi feita pelo Instituto de Pesquisa Datamétrica, no dia 22 de outubro de 2016. A pesquisa já apontava possível vitória de Professor Lupércio em cima de Antônio Campos, além de possuir dados sobre o eleitorado de cada candidato.
| Professor Lupércio                                                  | Antônio Campos                                                                  |
| 57,09%                                                              | 42,91%                                                                          |
| ------------------------------------------------------------------- | ------------------------------------------------------------------------------- |
| Destes 57,09%:                                                      | Destes 42,91%:                                                                  |
| 51,79% entre 16-24 anos                                             | 22,85% entre 16-24 anos                                                         |
| 39,42% aposentados                                                  | 38,86% aposentados                                                              |
| É o preferido daqueles que possuem Ensino Superior completo: 45,24% | É o preferido daqueles que possuem Ensino Médio ou Fundamental completo: 36,35% |
| 45,42% de seu eleitorado recebem até dois salários mínimos          | 33,99% de seu eleitorado recebe mais de dois salários mínimos                   |

*O Datamétrica ouviu 1.050 eleitores do município de Olinda.
**Essa pesquisa foi registrada no Tribunal Superior Eleitoral pelo protocolo PE05920/2016

## Debates
Os debates eleitorais entre os candidatos e prefeitura de Olinda no segundo turno, ocorreram em sua maioria, na semana do dia 16 a 22 de outubro de 2016.
O principal deles, foi realizado pelo portal de notícias G1 no dia 20 de outubro, mediado por Meiry Lanunce, foi transmitido ao vivo para toda a Olinda.
Referente as propostas de Antônio Campos, o candidato, se eleito, pretende decretar estado de calamidade pública no município ao que se refere a saneamento básico, sobre segurança, irá criar uma Secretaria de combate as drogas, já em relação a mobilidade urbana, Antônio pretende fazer ciclovias em lugares como a Avenida Presidente Kennedy. As propostas de Professor Lupércio incluíam a reativação de postos de saúde fechados e também a realização de trabalhos educativos visando melhorar a poluição e problemas de esgoto presentes na cidade, além de buscar o diálogo entre taxistas e ubers quando o assunto é mobilidade urbana.
O segundo bloco do debate foi feito à partir de perguntas dos próprios candidatos, com temas livres. No entanto, houve muitas críticas a respeito deste segundo bloco, muitos espectadores e políticos comentaram que faltaram propostas dos candidatos, mas sobraram ataques pessoais aos rivais.

## Resultados

### Prefeito (Primeiro Turno)[12]
| Candidato(a)           | 1º Turno 2 de outubro de 2016 | 1º Turno 2 de outubro de 2016 |
| Candidato(a)           | Votação                       | Votação                       |
|                        | Total                         | Porcentagem                   |
| ---------------------- | ----------------------------- | ----------------------------- |
| Antônio Campos         | 55.995                        | 28,17%                        |
| Professor Lupércio     | 46.476                        | 23,38%                        |
| Izabel Urquiza         | 36.584                        | 18,40%                        |
| Luciana Santos         | 32.929                        | 16,57%                        |
| Teresa Leitão          | 11.800                        | 5,94%                         |
| Ricardo Costa          | 7.778                         | 3,91%                         |
| João Luiz              | 3.426                         | 1,75%                         |
| Jesualdo               | 2.435                         | 1,22%                         |
| Guga                   | 1.304                         | 0,66%                         |
| Total de votos válidos | 187.535                       | 91,93%                        |
| Votos Nulos            | 27.315                        | 11,27%                        |
| Votos Brancos          | 16.278                        | 6,72                          |

### Prefeito (Segundo Turno)[13]
| Candidato(a)           | 2º Turno 30 de outubro de 2016 | 2º Turno 30 de outubro de 2016 |
| Candidato(a)           | Votação                        | Votação                        |
|                        | Total                          | Porcentagem                    |
| ---------------------- | ------------------------------ | ------------------------------ |
| Professor Lupércio     | 120.225                        | 57,04%                         |
| Antônio Campos         | 90.558                         | 42,96%                         |
| Total de votos válidos | 210.783                        | 88,39%                         |
| Votos Nulos            | 8.053                          | 3,38%                          |
| Votos Brancos          | 19.624                         | 8,23%                          |

### Vereador
Dos 17 vereadores eleitos em Olinda em 2016:
| 15 são homens                      | 2 são mulheres                     |                        |
| 11 possuem Ensino Médio completo   | 6 possuem Ensino Superior completo |                        |
| 9 possuem idade superior a 45 anos | 8 possuem idade inferior a 45 anos |                        |
| 7 se declaram Brancos              | 7 se declaram Pardos               | 3 se consideram Negros |

| Resultado da eleição para a Câmara Municipal de Olinda em 2016 | Resultado da eleição para a Câmara Municipal de Olinda em 2016 | Resultado da eleição para a Câmara Municipal de Olinda em 2016 | Resultado da eleição para a Câmara Municipal de Olinda em 2016 | Resultado da eleição para a Câmara Municipal de Olinda em 2016 | Resultado da eleição para a Câmara Municipal de Olinda em 2016 |
| Candidato                                                      | Número                                                         | Partido                                                        | Votos                                                          | Porcentagem                                                    |                                                                |
| -------------------------------------------------------------- | -------------------------------------------------------------- | -------------------------------------------------------------- | -------------------------------------------------------------- | -------------------------------------------------------------- | -------------------------------------------------------------- |
| Mizael Prestanista                                             | 40630                                                          | PSB                                                            | 5.499                                                          | 2.68%                                                          |                                                                |
| Professor Marcelo                                              | 14111                                                          | PTB                                                            | 4.506                                                          | 2.20%                                                          |                                                                |
| Algério A Nossa Voz                                            | 40640                                                          | PSB                                                            | 4.419                                                          | 2.15%                                                          |                                                                |
| Saulo Holanda                                                  | 36555                                                          | PTC                                                            | 3.748                                                          | 1.83%                                                          |                                                                |
| Neto da Beira Rio                                              | 55555                                                          | PSD                                                            | 3.423                                                          | 1.67%                                                          |                                                                |
| Jesuino Araujo                                                 | 45123                                                          | PSDB                                                           | 3.173                                                          | 1.55%                                                          |                                                                |
| Marcio Barbosa                                                 | 65123                                                          | PCdoB                                                          | 3.000                                                          | 1.46%                                                          |                                                                |
| Marcelo Soares                                                 | 65666                                                          | PCdoB                                                          | 2.730                                                          | 1.33%                                                          |                                                                |
| João Pé No Chão                                                | 15122                                                          | PMDB                                                           | 2.727                                                          | 1.33%                                                          |                                                                |
| Denise Almeida                                                 | 10123                                                          | PRB                                                            | 2719                                                           | 1.32%                                                          |                                                                |
| Jorge Federal                                                  | 22622                                                          | PR                                                             | 2.600                                                          | 1.27%                                                          |                                                                |
| Ricardo Sousa                                                  | 15015                                                          | PMDB                                                           | 2.590                                                          | 1.26%                                                          |                                                                |
| Biai                                                           | 65234                                                          | PCdoB                                                          | 2.540                                                          | 1.24%                                                          |                                                                |
| Edmilson Fernandes                                             | 55000                                                          | PSD                                                            | 2.246                                                          | 1.09%                                                          |                                                                |
| Graça Fonseca                                                  | 35612                                                          | PMB                                                            | 2.241                                                          | 1.09%                                                          |                                                                |
| Labanca                                                        | 36999                                                          | PTC                                                            | 2.127                                                          | 1.04%                                                          |                                                                |
| Irmão Biá                                                      | 45111                                                          | PSDB                                                           | 1.392                                                          | 0.68%                                                          |                                                                |

| Total de votos válidos | Total de votos válidos | 259.335 |
| Votos nulos            | Votos nulos            | 22.798  |
| Votos em branco        | Votos em branco        | 14.302  |
| ---------------------- | ---------------------- | ------- |

## Análises
A vitória de Professor Lupércio (SD) foi, de imediato, no início das campanhas, inesperada. Sem coligação, o candidato aparecia em quarto lugar nas intenções de voto das pesquisas eleitorais, ao contrário de seu concorrente e segundo lugar nas eleições Antônio Campos (PTS) que já aparecia como um possível nome a concorrer como prefeito no segundo turno.
No entanto, Lupércio ficou em segundo lugar no primeiro turno, ultrapassando Izabel Urquiza e Luciana Santos, que pelas pesquisar estavam em terceiro e primeiro lugar, respectivamente.
Já nas pesquisas sobre intenção de voto no segundo turno, Professor Lupércio já aparecia como possível futuro prefeito, ainda sim a vitória do candidato em cima de Antônio Campos, irmão do ex governador de Pernambuco Eduardo Campos, foi surpreendente.